# Capparis ovata
Capparis ovata är en kaprisväxtart i släktet Capparis som beskrevs av René Desfontaines 1798 från trakten av Oran i Algeriet. Därefter har ett antal underarter och varieteter, vilka nu förs till andra arter, tillförts Capparis ovata och arten betraktas nu ofta som synonym enligt:
Underarterna/varieteterna C. ovata ssp./var. sicula, C. ovata ssp./var. canescens, C. ovata ssp./var. palaestina och C. ovata ssp./var. herbacea anses nu vara synonyma med arten Capparis sicula, medan övriga användningar av C. ovata anses som synonymer till Capparis spinosa.
Cristina Innocencio et al. upprätthöll dock C. ovata ssp. ovata som egen art med en inskränkt, rent nordafrikansk, utbredning, 2006 och delade in den i två underarter:
- C. ovata ssp. ovata. Mogna blad äggrunda, 2-4 mm breda. Nordafrika (från Marocko till Libyen).[7]
- C. ovata ssp. myrtifolia. Mogna blad äggrunt lansettlika, 0,9-1,9 mm breda. Berg i centrala Sahara (Algeriet och Tchad).[8]

Denna "omdefinition" (återdefinition) accepteras av Euro+Med Plantbase och African Plant Database Även en molekylärfylogenetisk studie av Capparis från Tunisien stöder Innocencio et al., i det att den antyder att C. ovata ssp. ovata är mindre besläktad med C. spinosa och C. sicula än vad dessa två är med varandra (enligt studien är C. ovata ssp. ovata närmast släkt med C. orientalis).
Enligt Innocencio et al. skiljer sig C. ovata från C. spinosa och C. sicula genom att bladen är något köttiga, medan de hos de båda senare är örtartade, och att växtsättet är hängande, inte krypande eller något upprätt. Vidare är frukten hos C. ovata omvänt äggrund och har gult fruktkött, medan den hos C. spinosa och C. sicula är avlång (hos den asiatiska C. sicula ssp. herbacea dock ibland omvänt äggrund) och har rött fruktkött.
Blomknopparna av Capparis ovata används som kapris.